# جيمس باتريك (لاعب هوكي الجليد)
جيمس باتريك (بالإنجليزية: James Patrick)‏ (و. 1963  م) هو لاعب هوكي الجليد كندي، ولد في وينيبيغ، شارك في الألعاب الأولمبية الشتوية 1984، مركز لعبه هو مدافع ‏.
.

## التعليم
تعلم في جامعة داكوتا الشمالية.

## روابط خارجية
- جيمس باتريك على موقع دوري الهوكي الوطني (الإنجليزية)
- جيمس باتريك على موقع قاعة مشاهير الهوكي (لاعب أن.إتش.أل) (الإنجليزية)
- جيمس باتريك على موقع EliteProspects.com (الإنجليزية)
- جيمس باتريك على موقع Eurohockey.com (الإنجليزية)
- جيمس باتريك على موقع HockeyDB.com (الإنجليزية)
- جيمس باتريك على موقع Hockey-Reference.com (الإنجليزية)
- جيمس باتريك على موقع أوليمبيديا (الإنجليزية)